# El Salto (Durango)
La ciudad de El Salto se encuentra situada en el estado mexicano de Durango. Es la principal localidad y cabecera del municipio de Pueblo Nuevo.

## Geografía física
El Salto se localiza aproximadamente a 100 km de la capital duranguense. La ciudad se encuentra enclavada en sierra madre occidental. Su mayor fuente de ingresos es la explotación forestal; cuenta con el Instituto Tecnológico Forestal, fundado en 1976 gracias a un convenio establecido entre los gobiernos de México y Austria. Su creación tuvo lugar gracias al impulso de la actividad forestal en esta zona del país.
A las afueras de El Salto se encuentra una base militar que funciona en operativos contra el narcotráfico en todo lo ancho de la sierra, es el punto central de la carretera Durango-Mazatlán, alberga además una de las bases de la Conafor que estudia de cerca el impacto de deforestación y otorga o niega permisos de tala además de combatir la tala ilegal en el municipio.

### Clima
Tiene un clima serrano y templado con zonas consideradas semifrías bajando las temperaturas hasta -15 °C, sus largos inviernos vienen acompañados de numerosas heladas que, acompañadas de la humedad procedente del pacífico, crean finas capas de hielo en la superficie y cubren los pastos y el bosque de un blanco resplandor. El aguanieve es constante cada año y en ocasiones también cae nieve.
Los veranos son templados siendo la temperatura media de 19 °C con lluvias desde junio a septiembre. 
| Parámetros climáticos promedio de El Salto, Pueblo Nuevo | Parámetros climáticos promedio de El Salto, Pueblo Nuevo | Parámetros climáticos promedio de El Salto, Pueblo Nuevo | Parámetros climáticos promedio de El Salto, Pueblo Nuevo | Parámetros climáticos promedio de El Salto, Pueblo Nuevo | Parámetros climáticos promedio de El Salto, Pueblo Nuevo | Parámetros climáticos promedio de El Salto, Pueblo Nuevo | Parámetros climáticos promedio de El Salto, Pueblo Nuevo | Parámetros climáticos promedio de El Salto, Pueblo Nuevo | Parámetros climáticos promedio de El Salto, Pueblo Nuevo | Parámetros climáticos promedio de El Salto, Pueblo Nuevo | Parámetros climáticos promedio de El Salto, Pueblo Nuevo | Parámetros climáticos promedio de El Salto, Pueblo Nuevo | Parámetros climáticos promedio de El Salto, Pueblo Nuevo |
| Mes                                                      | Ene.                                                     | Feb.                                                     | Mar.                                                     | Abr.                                                     | May.                                                     | Jun.                                                     | Jul.                                                     | Ago.                                                     | Sep.                                                     | Oct.                                                     | Nov.                                                     | Dic.                                                     | Anual                                                    |
| -------------------------------------------------------- | -------------------------------------------------------- | -------------------------------------------------------- | -------------------------------------------------------- | -------------------------------------------------------- | -------------------------------------------------------- | -------------------------------------------------------- | -------------------------------------------------------- | -------------------------------------------------------- | -------------------------------------------------------- | -------------------------------------------------------- | -------------------------------------------------------- | -------------------------------------------------------- | -------------------------------------------------------- |
| Temp. máx. abs. (°C)                                     | 30.0                                                     | 29.0                                                     | 32.0                                                     | 37.0                                                     | 34.0                                                     | 34.0                                                     | 31.0                                                     | 32.0                                                     | 28.0                                                     | 31.0                                                     | 28.0                                                     | 25.5                                                     | 37.0                                                     |
| Temp. máx. media (°C)                                    | 16.8                                                     | 18.3                                                     | 19.9                                                     | 21.9                                                     | 23.6                                                     | 24.4                                                     | 22.9                                                     | 22.5                                                     | 21.4                                                     | 20.3                                                     | 19.1                                                     | 17.4                                                     | 20.7                                                     |
| Temp. media (°C)                                         | 5.7                                                      | 6.1                                                      | 7.7                                                      | 9.9                                                      | 12.2                                                     | 15.0                                                     | 15.4                                                     | 15.3                                                     | 14.2                                                     | 10.9                                                     | 7.7                                                      | 6.2                                                      | 10.5                                                     |
| Temp. mín. media (°C)                                    | -5.4                                                     | -6.1                                                     | -4.4                                                     | -2.2                                                     | 0.8                                                      | 5.7                                                      | 8.0                                                      | 8.1                                                      | 7.0                                                      | 1.6                                                      | -3.6                                                     | -5.0                                                     | 0.4                                                      |
| Temp. mín. abs. (°C)                                     | -13.5                                                    | -15.0                                                    | -12.0                                                    | -12.0                                                    | -12.0                                                    | -8.0                                                     | -5.0                                                     | -8.0                                                     | -5.0                                                     | -10.0                                                    | -12.0                                                    | -15.0                                                    | -15.0                                                    |
| Precipitación total (mm)                                 | 55.7                                                     | 20.9                                                     | 16.7                                                     | 12.4                                                     | 27.5                                                     | 130.8                                                    | 195.5                                                    | 183.3                                                    | 150.3                                                    | 65.5                                                     | 24.4                                                     | 64.8                                                     | 947.8                                                    |
| Días de precipitaciones (≥ 1 mm)                         | 3.4                                                      | 1.5                                                      | 1.1                                                      | 1.4                                                      | 3.2                                                      | 11.6                                                     | 17.3                                                     | 16.7                                                     | 12.4                                                     | 5.2                                                      | 2.0                                                      | 3.9                                                      | 79.7                                                     |
| Fuente: Servicio Meteorológico Nacional                  |                                                          |                                                          |                                                          |                                                          |                                                          |                                                          |                                                          |                                                          |                                                          |                                                          |                                                          |                                                          |                                                          |

### Turismo
El Salto cuenta con lugares para practicar el rappel, montañismo y tirolesa.

## Colonias
- Calles
- Obregón
- La Victoria
- Morelos
- Insurgentes
- Vicente Guerrero 2
- Juárez
- Jardines
- San Francisco
- Azteca
- Aterrizaje
- Chapultepec
- Forestal